# Илузија (филм из 1967)
Илузија је југословенски филм из 1967. године. Режирао га је Крсто Папић, а сценарио су писали Бранко Иванда и Звонимир Мајдак.

## Радња
Радња се дешава у савременом Загребу. Старији Бранко и млађи Иво браћа су динарског порекла коју дели генерацијски јаз. Између њих избије конфликт због Еле, девојке из грађанске породице...

## Улоге
| Глумац                | Улога                  |
| --------------------- | ---------------------- |
| Вања Драх             | Бранко                 |
| Марија Лојк           | Ела                    |
| Слободан Димитријевић | Иво                    |
| Бранко Ковачић        | Дјед                   |
| Никола Цар            |                        |
| Раде Шербеџија        |                        |
| Фабијан Шоваговић     |                        |
| Невенка Бенковић      |                        |
| Фахро Коњхоџић        | Кларинетист у оркестру |
| Крешимир Зидарић      |                        |